# Trần Lập (nhà Thanh)
Trần Lập (chữ Hán: 陈立) là học giả đời Thanh trong lịch sử Trung Quốc.

## Tiểu sử
Trần Lập (sinh năm 1809 – mất năm 1869 ) tự Trác Nhân, hiệu Mặc Trai,  người Cú Dung, Giang Tô.
Năm Đạo Quang thứ 14 (1834), Lập đỗ cử nhân; năm thứ 21 (1841), đỗ tiến sĩ; năm thứ 24 (1844), được bổ sung tham gia (bổ ứng) kỳ điện thí. Nhờ đó Lập được tuyển làm Thứ cát sĩ của Hàn lâm viện, sau khi vượt qua thời gian thực tập (tán quán) thì được đổi làm Hình bộ chủ sự, rồi được thăng làm Giang Tây tư Lang trung , dần được làm đến Tri phủ của phủ Khúc Tĩnh thuộc Vân Nam.
Khi thỉnh huấn , Hàm Phong đế khen Lập "làm người thanh (liêm) – thận (trọng)", nhưng đường sá tắc nghẽn khiến ông không thể nhậm chức.
Không rõ hậu sự của Lập.

## Học vấn
Thiếu thời Lập khách cư ở Dương Châu, thờ người Giang Đô là Mai Thực Chi (梅植之) làm thầy, theo học thi, cổ văn; thờ người Giang Đô là Lăng Thự (凌曙), người Nghi Chinh là Lưu Văn Kỳ (刘文淇) làm thầy, theo học Công Dương Xuân Thu , Hứa thị Thuyết văn , Trịnh thị Lễ , mà đối với Công Dương thì ông nghiên cứu rất sâu.

## Quan điểm và tác phẩm
Lập chịu ảnh hưởng của Lưu Văn Kỳ: cho rằng học thuyết của Hán Nho, qua sự chú giải của người đời Đường, nghĩa lý ngày càng mờ mịt. Vì thế Lập xem nhẹ bản chú giải Công Dương của Từ Ngạn (徐彦), nhận định Từ Ngạn chỉ mới giải thích được câu chữ, mà chưa tỏ được bản chất của Công Dương là lời nhỏ nghĩa lớn (vi ngôn đại nghĩa), không xứng đáng với vị thế của bản chú giải này; tuy ông đánh giá cao về mặt nghĩa lý, nhưng phản đối quan điểm ủng hộ Hà Hưu và chỉ trích Trịnh Huyền của của họ Khổng ở Khúc Phụ, họ Lưu ở Vũ Tiến . Cứ thế Lập tập hợp các bản chú giải Công Dương truyện của học giả từ đời Đường trở về trước, cũng không bỏ qua các tác giả đương thời; chọn lựa hoặc phản bác các chi tiết từ tinh yếu cho đến nhỏ nhặt. Công trình này kéo dài 30 năm, vừa dài vừa rộng, đến khi rời Bắc Kinh quay về miền nam, Lập mới có thể chỉnh lý, sắp xếp, làm nên Công Dương nghĩa sơ (公羊义疏), 76 quyển (xem tại đây).
Buổi đầu biên soạn chú giải của Công Dương truyện, Lập nhận thấy nhà Nho đều bỏ qua Bạch Hổ thông (白虎通). Lập nhận định Công Dương truyện phần nhiều nói về Lễ chế, mà trong Lễ chế thì có Ân lễ và Chu lễ; đến khi Khổng tử truyền đạo, chủ trương "xá văn tòng chất" (舍文从质, bỏ văn vẻ, theo bản chất), khiến Lễ chế của Nho giáo thiên về Ân lễ mà bỏ qua Chu lễ. Tuy điển chế của Ân – Chu khác hẳn nhau, nhưng Lập cho rằng muốn giữ gìn áo nghĩa của Công Dương truyện thì không thể bỏ qua bất kỳ bên nào, còn thiên Đức luận của Bạch Hổ thông tập hợp đầy đủ ghi chép về Lễ chế, phần lớn đến từ lời hay ý đẹp trong Công Dương truyện; lại thêm không ít cổ văn đời Hán có thể tìm thấy trong bộ sách này. Vì vậy Lập bất chấp những ý kiến khác biệt, chủ trương phân tích văn xưa, làm rõ nghi vấn, hòng xác thật điển chương, chế độ đời Hán về trước, mà biên soạn Bạch Hổ thông sơ chứng (白虎通疏证), 12 quyển (xem tại đây).
Từ nhỏ được dạy Nhĩ nhã (尔雅), Lập nhận thấy học giả đời Đường chú giải cho Ngũ kinh, đều mượn dùng bộ sách huấn cổ (训诂) này, thường là dùng bản chú giải của 5 nhà: Kiền Vi xá nhân (犍为舍人), Phàn Quang (樊光), Lưu Hâm (刘歆), Lý Tuần (李巡), Tôn Viêm (孙炎) . Lập cho rằng bản của họ Quách có ngôn từ tinh diệu, nên đại thể dựa theo đó, ngoài ra còn góp nhặt từ bản của các nhà Cố, Thẩm, Thi, Tạ , mà biên soạn Nhĩ nhã cựu chú (尔雅旧注), 2 quyển.
Lập cho rằng việc nghiên cứu Cổ vận  theo lối mòn đã lâu, mà nguồn gốc của thanh âm, bắt đầu từ chữ viết (văn tự), Thuyết văn có phép hài thanh, tức là Vận mẫu (韵母) đấy. Vì vậy Lập đề cao Thuyết văn thanh hệ (说文声系) của họ Diêu ở Quy An  làm mẫu mực, chọn lấy ghi chép về phép hài thanh trong Thuyết văn, nhờ chia bộ mà giải thích ý nghĩa của chữ. Lập lấy các phép tượng hình, chỉ sự, hội ý làm bộ mẫu (mẹ), lấy hài thành làm bộ tử (con) ; bộ tử dựa vào phép hài thanh, tức là ý nghĩa của chữ cũng nằm ở đấy. Việc chia bộ của Lập còn kiêm chọn phương pháp của các nhà Cố, Giang, Đái, Khổng, Vương, Đoàn, Lưu, Hứa , trải qua quá trình nghiên cứu rồi thẩm hạch kỹ lưỡng, xác định ra 20 bộ, làm nên Thuyết văn hài thanh tư sanh thuật (说文谐声孳生述) 3 quyển (xem tại đây).
Ngoài ra Lập còn trước tác nhiều tạp văn, nội dung phần nhiều là khảo đính, phục chế về điển lễ, âm nhạc và huấn cổ (训诂), được tập hợp vào Cú Khê tạp trứ (句溪杂着) 6 quyển (xem tại đây).